# Arisarum
Arisarum is een geslacht uit de aronskelkfamilie (Araceae). De soorten komen voor in het Middellandse Zeegebied, van Macaronesië in het westen tot in de Zuidelijke Kaukasus in het oosten.

## Soorten
- Arisarum proboscideum (L.) Savi
- Arisarum simorrhinum Durieu
- Arisarum vulgare O.Targ.Tozz.

## Hybriden
- Arisarum × aspergillum Dunal

... · 
Aglaonema · 
Alocasia · 
Amorphophallus · 
Anthurium · 
Arum (Aronskelk) · 
Caladium · 
Calla · 
Culcasia · 
Dieffenbachia · 
Dracunculus · 
Epipremnum · 
Gymnostachys · 
Helicodiceros · 
Lemna (Eendenkroos) · 
Monstera · 
Philodendron · 
Pistia · 
Scindapsus · 
Spathiphyllum (Lepelplant) · 
Spirodela · 
Wolffia · 
...